# Olympique de Marseille
O Olympique de Marseille (pronúncia em francês: [ɔlɛ̃pik də maʁsɛj]), mais conhecido em países lusófonos como Olympique de Marselha ou simplesmente Marselha, e ainda pela abreviação OM, é um clube de futebol profissional francês da cidade de Marselha. Compete na Ligue 1, a primeira divisão do sistema de ligas da França. Manda seus jogos desde 1937 no Stade Vélodrome, com capacidade para 67.395 pessoas. O lema do clube Droit au But (em francês para "Direto ao Gol"), estampado no escudo, remete aos dias em que o principal esporte do clube era o râguebi.
Fundado em 1899, o clube já venceu nove títulos da liga francesa, dez da Copa da França, três da Copa da Liga Francesa, três da Supercopa da França, além de uma Copa Intertoto da UEFA e de ser o primeiro clube francês com título de campeão da Liga dos Campeões da UEFA, a principal competição continental, conquistado na temporada de 1992–93. Adicionalmente, já disputou três finais da Liga Europa da UEFA.

## História

### Primeiros anos
Fundado em 1892 por René Dufaure de Montmirail como um clube poliesportivo, era chamado de Sporting Club, US Phocéenne, e Football Club de Marseille nos seus primeiros cinco anos de vida. O nome Olympique de Marseille foi adotado apenas em 1899, ano em que se considera a fundação oficial do clube no formato atual. No começo, o rugby era o principal esporte dentro do clube, vindo o futebol a ser praticado apenas em 1902. Em 1904, o Olympique venceu seu primeiro campeonato, o Championnat du Littoral ("Campeonato do Litoral"), que tinha como participantes outros times da cidade, lhe dando a oportunidade de participar do Campeonato Francês da USFSA pela primeira vez, certame em que apenas conseguiu chegar às semifinais por três vezes, em 1904, 1907 e 1908.

### As primeiras glórias
Na década de 1920, conseguiu conquistar três Copas da França, em 1923–24, 1925–26 e 1926–27 e ainda o Campeonato Francês de Amadores em 1928–29, campeonato de maior importância na época. Na década seguinte, com a profissionalização do futebol e a criação do Campeonato Francês no formato atual, o Olympique foi campeão em 1936–37, considerado vencedor apenas pelo número de vitórias (uma vez que terminou com o mesmo número de pontos do Sochaux), vice-campeão em 1937–38 e 1938–39 e terceiro colocado por mais dois anos, além de ter vencido mais três Copas da França, em 1934–35, 1937–38 e 1942–43, se tornando o maior vencedor do certame, título que ainda carrega.
Sua segunda conquista do Campeonato Francês veio em 1947–48, mais uma vez numa disputa acirrada, dessa vez com o Lille, terminando o certame apenas um ponto a frente do rival.

### Do fundo do poço até o topo
Na década de 1950 e década de 1960, passou pela época mais difícil de sua história. Nesse período, disputou seis temporadas a Segunda Divisão Francesa, quando foi rebaixado em 1958–59, voltando 1962–63, novamente sucumbindo e retornando em definitivo apenas na temporada 1965–66. Sua única conquista foi a Copa Charles Drago, em 1959–60, além de ter sido finalista da Copa da França uma vez.
No seu retorno à Primeira Divisão, já contando com uma nova direção, tendo como presidente Marcel Leclerc, o clube voltou a estar no topo, conquistando três Copas da França e dois Campeonatos Franceses. Com jogadores como Roger Magnusson e Josip Skoblar (que levou a Bota de Ouro como jogador que mais fez gols em toda a Europa em 1971) fez história no futebol francês, participando ainda pelas primeiras vezes da Taça dos Clubes Campeões Europeus (atual Liga dos Campeões da UEFA). Porém, logo nas primeiras fases, enfrentou as favoritas Ajax e Juventus, que se sagraram campeã e vice-campeã, em 1971–72 e 1972–73, respectivamente.
Mas o sucesso não durou muito e, com a demissão do presidente, que ameaçou a Liga de tirar sua equipe da disputa do certame por não poder mais contratar estrangeiros para seu time, outro rebaixamento veio em 1979–80, com o retorno vindo apenas em 1984–85.

### Recorde (tetracampeonato nacional) e uma decepção em nível continental
Em 12 de abril de 1986, Bernard Tapie assumiu a presidência do clube e trouxe diversos jogadores de ponta para o time, como Karl-Heinz Förster, Alain Giresse, Jean-Pierre Papin, Chris Waddle, Klaus Allofs, Enzo Francescoli, Abedi Pelé, Didier Deschamps, Basile Boli, Marcel Desailly, Rudi Völler e Éric Cantona, assim como treinadores de renome como Franz Beckenbauer, Gérard Gili e Raymond Goethals.
Devido ao alto investimento, o Olympique conquistou quatro Campeonatos Franceses consecutivos, um recorde, igualando-se ao AS Saint-Étienne, que tinha o feito vinte anos antes, além de mais uma Copa da França. O primeiro título, em 1988–89 teve sabor especial devido à rivalidade, que estava tomando ares mais sérios na época, com o Paris Saint-Germain. A três rodadas do fim do campeonato, os dois times eram os únicos possibilitados de conquistar o certame e se enfrentariam. Com a partida empatada em 0–0 até o último minuto, Franck Sauzée marcou o gol da vitória e do título marselhano.
No ano seguinte, mais uma disputa acirrada, dessa vez com o Bordeaux, que ficou apenas dois pontos atrás do campeão. Em 1990–91 e 1991–92, duas conquistas em cima do Monaco.
O sucesso não gerou apenas reconhecimento nacional. Na sua primeira participação em muitos anos na Taça dos Campeões Europeus, o Olympique chegou às semifinais, depois de eliminar, com certa folga, Brøndby IF, AEK Athens e CSKA Sofia. O adversário da vez era o Benfica. Na partida de ida, na França, o Marseille fez 2–1, obtendo vantagem de empate para o jogo de volta. Nesta, o empate de 0–0, até os 82 min, dava a classificação inédita ao time de Marselha, porém, num erro infeliz do árbitro belga Marcel van Langenhove, o atacante angolano Vata, do time português, escorou a bola para o gol com a mão, fazendo o placar necessário para a classificação do Benfica, que veio a sucumbir diante do Milan na final.
Um ano depois, na Taça de 1990–91, o Marseille foi ainda mais eficiente. Depois de bater Dinamo Tirana, Lech Poznań, o poderoso Milan e o Spartak Moscou, a final, que seria disputada contra o surpreendente Estrela Vermelha de Belgrado, era considerada uma tarefa não muito árdua. Porém, num empate em 0–0 no tempo regulamentar, a partida foi para a disputa de pênaltis, tendo Manuel Amoros, da equipe francesa, errado o alvo logo na primeira cobrança, o que se tornaria fatal para o time, já que mais nenhum pênalti foi desperdiçado, permanecendo o placar nas penalidades em 5–3, dando o título ao rival.
Na temporada seguinte, não conseguiu passar da segunda fase, sendo eliminado pelo Sparta Praga.

Escalação da final da Liga de 1992–93.

### A maior glória do país
A maior glória de um clube francês na história veio em 1992–93. Na primeira fase, contra o Glentoran, da Irlanda do Norte, o Marseille fez 8–0 no agregado, passando facilmente, diferentemente da segunda, quando pegou o Dinamo Bucureşti, da Romênia. Precisando do resultado no jogo de volta, já que o placar não foi aberto no de ida, a tarefa de marcar os dois gols da vitória por 2–0 foi de Alen Bokšić.
Na fase seguinte, que só classificava um clube por grupo, o Olympique enfrentou Rangers, Club Brugge e CSKA Moscou, e teve três vitórias e três empates, permanecendo invicto.
A final teve lugar em Munique, na Alemanha, contra o mesmo Milan que havia derrotado anos antes e atual time do eterno ídolo marselhano Jean-Pierre Papin. A partida ocorreu no dia 26 de maio de 1993, e o resultado foi 1–0 para os franceses, gol de Basile Boli, aos 44 min. O Olympique jogou com a seguinte escalação: Fabien Barthez, Jocelyn Angloma, Éric Di Meco, Basile Boli, Franck Sauzée, Marcel Desailly, Jean-Jacques Eydelie, Alen Bokšić, Rudi Völler, Abedi Pelé, Didier Deschamps, e ainda os suplementares Jean-Christophe Thomas e Jean-Philippe Durand.

### O escândalo que arruinou por um tempo o clube
Porém, devido a um escândalo envolvendo seu presidente na época, Bernard Tapie, o clube foi forçado a jogar a Segunda Divisão por dois anos, teve retirado seu título francês de 1992–93, que seria seu quinto consecutivo, e ainda não pôde participar da Copa Intercontinental do mesmo ano, que teve como clube substituto o vice-campeão europeu, AC Milan. A denúncia partiu de jogadores do Valenciennes, Jacques Glassmann, Jorge Burruchaga e Christophe Robert, que afirmaram ter sido contactados por Jean-Jacques Eydelie para deixarem o clube de Marselha vencer e, mais importante, não lesionarem nenhum jogador do Olympique para não prejudicar a final da Liga dos Campeões, que seria jogada dias depois.
Assim, o clube acabou campeão da Ligue 2 de 1994–95, mas foi impedido de subir para a Ligue 1. Sua volta foi na temporada seguinte, com o vice campeonato da Segunda Divisão.

### Décadas atuais
Desde então, o clube vem tentando recuperar seu prestígio internacional, tendo sido vicecampeão da Copa da UEFA por duas oportunidades, em 1998–99, sendo derrotado pelo Parma, e em 2003–04, depois de bater adversários como Internazionale, Liverpool e Newcastle, caindo diante do Valencia da Espanha. Vice-campeonatos recentes ainda de duas Copas da França e dois Campeonatos Franceses ainda mantém o clube na elite do futebol francês.
Em 2009–10, quebrou o jejum que passou por quinze anos sem um título nacional, conquistando a Copa da Liga Francesa de 2009–10, em cima do Bordeaux por 3–1. Na mesma temporada, outro jejum foi quebrado. Dezoito anos depois, após assumir a liderança na trigésima primeira rodada, o Olympique foi campeão francês pela nona vez na sua história, com duas rodadas de antecedência.
Outra conquista da Copa da Liga viria na temporada seguinte.
Em 3 de maio de 2018, o Olympique alcançou a final da Liga Europa depois de eliminar o Salzburg nas semifinais (2–0, 1–2 a.e.t.), 14 anos após sua última final em uma competição europeia em 2004 contra o Valencia. Na final, o clube foi derrotado pelo Atlético de Madri (0–3).

## Estrutura

### Stade de l'Huveaune
O Marseille utilizou o Stade de l'Huveaune, que tinha capacidade para 15.000 pessoas, de 1904 a 1937.

### Stade Vélodrome
O estádio do Olympique de Marseille é o Stade Vélodrome, com capacidade de 67.000 lugares, é localizado na cidade de Marselha. O estádio foi inaugurado dia 13 de junho de 1937 e é um dos maiores e mais belos estádios da França.
Na Copa do Mundo de 1938, recebeu dois jogos, entre eles, a semifinal entre Itália e Brasil, que terminou com a vitória italiana por 2–1, sendo que o Brasil não contou com seu principal jogador Leônidas, que estava machucado.
Para a Copa do Mundo de 1998, foi reformado e sua capacidade passou de 42.000 lugares para 60.013. Naquela ocasião, foi o palco de inúmeros jogos, entre eles a semifinal entre Brasil e Holanda, que terminou em 1–1 e com vitória brasileira na disputa de pênaltis.
O estádio também recebe regularmente a seleção francesa de rugby e foi palco de seis jogos da Copa do Mundo de Rugby de 2007.

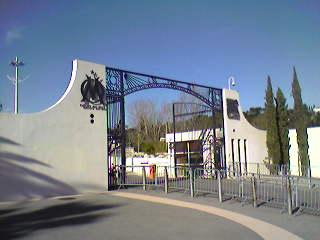
CT Robert Louis-Dreyfus.

O Vélodrome passou por reformas recentemente para sediar partidas da Euro 2016, que fora disputada em território francês. Assim, o estádio agora possui capacidade para 67.000 espectadores. As obras custaram aproximadamente 270 milhões de euros.

### Centro de treinamento Robert Louis-Dreyfus
Construído em julho de 1991, num terreno de 40.000 m², era chamado oficialmente de La Commanderie, porém foi renomeado em 2009 em homenagem a Robert Louis-Dreyfus, antigo presidente do clube, falecido no mesmo ano vítima da leucemia.

## Rivalidades
O Olympique de Marseille mantém uma rivalidade na França com o Paris Saint-Germain, chamado de Le Classique ("O Clássico"), desde 1971, quando o time de Marselha venceu o de Paris por 4 a 2. Os dois clubes são os maiores detentores de títulos nacionais e os únicos do país a terem conquistado títulos europeus de grande porte, tendo o OM vencido uma Liga dos Campeões da UEFA em 1992–93 e o PSG vencido a Taça dos Clubes Vencedores de Taças em 1996. Tal rivalidade está para muito além dos gramados, visto que são as duas maiores cidades francesas e tem fortes diferenças culturais entre si.
O clube também enfrenta o Olympique Lyonnais, também chamado de Lyon, no clássico Choc des Olympiques ("Choque dos Olímpicos"). Ao contrário do Le Classique, a rivalidade não tem brigas e confusões dentro dela e, em vez disso, decorre da competitividade dos jogadores, treinadores, torcedores e hierarquia presidencial de cada clube.
Há também outros clubes em Marselha, como o Athlético Marseille, porém raramente acontecem jogos entre esses clubes, visto que este disputa a Championnat National 2, a quarta divisão nacional.

## Estatísticas

### Recordistas de jogos
| #  | País   | Nome             | Período                         | Jogos |
| -- | ------ | ---------------- | ------------------------------- | ----- |
| 1  | França | Steve Mandanda   | 2007–2016, 2017–2022            | 613   |
| 2  | França | Roger Scotti     | 1942–1958                       | 452   |
| 3  | França | François Bracci  | 1968–1979, 1983–1985            | 343   |
| 4  | França | Jean Bastien     | 1935–1938, 1939–1940, 1941–1949 | 338   |
| 5  | França | Mathieu Valbuena | 2006–2014                       | 331   |
| 6  | França | Georges Dard     | 1936–1937, 1938–1948, 1949–1954 | 328   |
| 7  | França | Dimitri Payet    | 2013–2015, 2017–2023            | 326   |
| 8  | França | Jean-Paul Escale | 1960–1971                       | 326   |
| 9  | França | Benoît Cheyrou   | 2007–2014                       | 306   |
| 10 | França | Marius Trésor    | 1972–1980                       | 298   |

### Maiores artilheiros
| Pos. | Nome              | Período                         | Jogos | Gols |
| ---- | ----------------- | ------------------------------- | ----- | ---- |
| 1    | Gunnar Andersson  | 1950–1958                       | 250   | 194  |
| 2    | Jean-Pierre Papin | 1986–1992                       | 275   | 182  |
| 3    | Josip Skoblar     | 1966–1967, 1969–1975            | 211   | 176  |
| 4    | Jean Boyer        | 1923–1935                       | 182   | 170  |
| 5    | Emmanuel Aznar    | 1936–1949, 1951–1952            | 204   | 149  |
| 6    | Joseph Alcazar    | 1927–1936, 1941–1942            | 194   | 140  |
| 7    | Joseph Yegba Maya | 1962–1970                       | 236   | 113  |
| 8    | Georges Dard      | 1936–1937, 1938–1948, 1949–1954 | 328   | 107  |
| 9    | Mario Zatelli     | 1935–1938, 1943–1944, 1945–1948 | 148   | 100  |
| 9    | Mamadou Niang     | 2005–2010                       | 227   | 100  |

## Elenco atual
Última atualização: 24 de janeiro de 2025.

## Títulos
| CONTINENTAIS | CONTINENTAIS                 | CONTINENTAIS | CONTINENTAIS                                                                              |
|              | Competição                   | Títulos      | Temporadas                                                                                |
| ------------ | ---------------------------- | ------------ | ----------------------------------------------------------------------------------------- |
|              | Liga dos Campeões da UEFA    | 1            | 1992–93                                                                                   |
|              | Copa Intertoto da UEFA       | 1            | 2005                                                                                      |
| NACIONAIS    |                              |              |                                                                                           |
|              | Competição                   | Títulos      | Temporadas                                                                                |
|              | Campeonato Francês           | 9            | 1936–37, 1947–48, 1970–71, 1971–72, 1988–89, 1989–90, 1990–91, 1991–92 e 2009–10          |
|              | Copa da França               | 10           | 1923–24, 1925–26, 1926–27, 1934–35, 1937–38, 1942–43, 1968–69, 1971–72, 1975–76 e 1988–89 |
|              | Supercopa da França          | 3            | 1971, 2010 e 2011                                                                         |
|              | Copa da Liga Francesa        | 3            | 2009–10, 2010–11 e 2011–12                                                                |
|              | Campeonato Francês – Ligue 2 | 1            | 1994–95                                                                                   |
| TOTAL        |                              |              |                                                                                           |
|              | Títulos oficiais             | 28           | 2 Continentais, 26 Nacionais                                                              |

 Campeão Invicto

## Torcida
Os defensores do Olympique de Marseille transcender fronteiras. De fato, alguns criaram sua seção:
- Apoiantes da Associação de Olympique de Marseille no Senegal[20]
- Club des Supporters Tahitiens de l'Olympique de Marseille[21] · [22]